# 15557 Kimcochran
15557 Kimcochran eller 2000 GV är en asteroid i huvudbältet som upptäcktes den 2 april 2000 av Spacewatch vid Kitt Peak-observatoriet. Den är uppkallad efter Kim Cochran.
Asteroiden har en diameter på ungefär 5 kilometer.